# Creoleon plumbeus
Creoleon plumbeus — вид сетчатокрылых насекомых из семейства муравьиных львов (Myrmeleontidae). Единственный представитель рода в фауне России.

## Описание
Муравьиный лев среднего размера. Длина переднего крыла — 27— 36 мм, заднего крыла — 25— 35 мм. Выражен половой диморфизм — самок брюшко относительно короткое, а у самцов далеко выступает из-под сложенных крыльев. Длина брюшка у самцов — 28— 40 мм. Окраска изменчивая и варьируется от серо-бурой или тёмно-бурой до соломенно-жёлтой, песчано-жёлтой или рыже-жёлтой. Отмечается географическая изменчивость из разных частей ареала, например, в Европе особи вида — мелкие и бурые, из Таджикистана — крупные и светлые, из-за чего выглядят, как разные виды. Голова крупная, её ширина вместе с глазами больше ширины среднегруди. Под усиками на голове располагается по буроватому пятну. Лоб тёмно-бурого цвета. На темени и затылке расположен рисунок виде узора из тёмно-бурых и красно-бурых сливающихся между собой пятен. Пронотум с тёмно-бурым рисунком на светлом фоне, который сильно изменчив и иногда почти пропадает. Края пронотума покрыты длинными светлыми щетинками, направленными вперёд. Ноги жёлтого цвета, бёдра и голени с бурыми пятнами. На голенях конечностей расположены бурые полукольца. Шпоры на всех ногах соломенно-жёлтого цвета. Крылья узкие ланцетовидной формы со светлым жилкованием.

## Ареал
Распространён от Восточного Средиземноморья до Центрального Казахстана и Таджикистана: Азербайджан, Албания, Армения, Афганистан, Болгария, Венгрия, Греция, Грузия, Израиль, Ирак, Иран, Казахстан, Кипр, Кыргызстан, Крит, Молдова, Россия, Румыния, Польша, Сирия, Таджикистан, Туркменистан, Турция, Узбекистан, Украина, бывшая Чехословакия, бывшая Югославия.
На территории России обитает от побережий Чёрного и Азовского морей до Южного Урала. В Дагестане вид распространён в полосе низменностей и подножий предгорных хребтов вдоль Каспия.

## Биология
Время лёта отмечается с мая по октябрь, с пиком в июле. На юге и востоке ареала насекомые активны почти исключительно ночью. В Нижнем Поволжье насекомые активны в вечерние часы, а далее на запад (Тамань, Крым) у них отмечается дневная активность. Взрослые муравьиные львы — хищники, охотящиеся в полёте на летающих насекомых. Личинка серо-бурая, без рисунка. Голова подвижная. Мандибулы тёмно-бурого цвета с тремя зубцами. Личинка является подстерегающим хищником. Живёт в песке, но ловчих воронок не сооружает. Передвигается не только в толще субстрата, но и по поверхности почвы.